# Hamlet (Gade)
Hamlet is een concertouverture van Niels Gade. Gade schreef de muziek niet alleen op basis van het gelijknamige toneelstuk van William Shakespeare. Het is niet de enige verwijzing. Gade droeg het werk op aan Frederik Høedt, theaterleider en acteur, soms in Hamlet. De ouverture kent een inleiding, een middendeel in sonatevorm en vervolgens een slot, dat weer verwijst naar de inleiding. Een sonate binnen een sonate dus. Het werk bleef vrij onbekend. Dat is mede te danken aan de ruzies tussen Duitsland (veelvuldig verblijfplaats van Gade)  en Denemarken (geboorteland van Gade). Tijdens die strubbelingen was een Deen en diens muziek niet echt geliefd bij het Duitse volk, waarvan hij het moest hebben. Bovendien vond men de versie van Franz Liszt moderner klinken.
Er wordt melding gemaakt van een uitvoering van dit werk op 31 oktober 1863 in Leipzig, onzeker is of dit de datum van de première is.
De tempi-aanduidingen zijn: Andante – Allegro con fuoco – Marcia funebre – Andante lento
Gade schreef deze ouverture voor:
- 3 dwarsfluiten (waarvan III ook piccolo), 2 hobo’s, 2 klarinetten, 2 fagotten
- 4 hoorns, 2 trompetten, 3 trombones, 1 tuba
- pauken
- violen, altviolen, celli, contrabassen

## Discografie
- Uitgave CPO Recordings: Ole Schmidt leidt het Deutsche Staatsphilharmonie Rheinland-Pfalz (opname 1995)
- Uitgave Chandos: Dmitri Kitajenko leidt het Deens Radio Symfonieorkest (opname 1993)
- Uitgave Danacord: Iona Brown leidt het Symfonieorkest van Zuid-Jutland